# Миндру Кац
Миндру Кац (нім. Mîndru Katz; 3 червня 1925, Бухарест — 30 січня 1978, Стамбул) — румунсько-ізраїльський піаніст.
Вундеркінд, що отримав визнання самого Джордже Енеску, Кац учився в музичній академії Бухареста у Флоріки Музическу і закінчив її в 1947 році. Тоді ж дебютував як соліст з Бухарестським філармонічним оркестром. 
У 1959 році Кац емігрував в Ізраїль, де став однією з центральних фігур музичного життя. Він, зокрема, викладав у Вищій музичній школі Тель-Авівського університету.
Кац концертував в більш ніж 40 країнах світу, виступаючи разом з такими великими диригентами, як Джон Барбіроллі, Лорін Маазель та ін. Його репертуар простягався від творів Баха до клавірного концерту Арама Хачатуряна.
Миндру Кац помер 30 січня 1978 року на сцені у Стамбулі під час виконання сонати для фортепіано № 17 Бетховена.